# Aiuto! Sono un pesce
Aiuto! Sono un pesce (Hjælp, jeg er en fisk) è un film d'animazione danese-tedesco-irlandese del 2000 diretto da Stefan Fjeldmark e Michael Hegner.

## Trama
Fly è un ragazzino audace e combinaguai amante dello skateboard; è sempre insieme a sua sorella Stella e al loro cugino Chuck, un prodigio nel campo della genetica. Un pomeriggio in cui la loro zia, Anna, deve badare a loro, si addormenta mentre racconta una storia a Stella e i tre vanno a pesca su insistenza di Fly. Quando inizia ad arrivare l'alta marea, scoprono un passaggio segreto nella scogliera che conduce alla casa galleggiante di un eccentrico biologo marino, il professor MacKrill. Secondo il ragionamento che i cambiamenti climatici potrebbero sciogliere le calotte polari nell'arco del prossimo secolo, Mac Krill ha inventato una pozione in grado di trasformare le persone in pesci e un antidoto che possa invertire il processo. All'insaputa di tutti, Stella, scambiando la pozione per aranciata, la beve e si trasforma in una stella marina e Fly, ignaro di ciò, la scaglia nell'oceano. Appreso della trasformazione della bambina grazie alla videocamera, il professore e i bambini vanno in mare alla sua ricerca ma scoppia una bufera, così Fly beve la pozione e si tuffa in acqua, diventando un pesce volante della California. La barca si capovolge e, dato che Chuck non sa nuotare, è costretto a bere la pozione e diventare una medusa mentre il professore, la barca e il suo contenuto affonda tra le onde.
Dopo che un pesce pilota e uno squalo limone hanno inalato parte dell'antidoto e acquisito la capacità umana di poter parlare, il perfido pesce pilota Joe progetta di creare una civiltà sottomarina di pesci intelligenti, così i due si stabiliscono in un transatlantico affondato e incominciano a trasformarlo in un monumento. Fly, Stella e Chuck si riuniscono e con loro viene anche un cavalluccio marino che Stella chiama Sasha, ma scoprono che l'antidoto è andato perduto e senza di esso la trasformazione sarà irreversibile se non lo si assume entro 48 ore. Dopo aver sentito parlare di Joe e della sua "pozione magica", i tre si dirigono al transatlantico e Fly cerca di rubare il flaconcino da Joe, ma Chuck lo avverte che se ritorneranno umani sott'acqua, moriranno. Così Joe li fa arrestare e gli impone di creare altro antidoto altrimenti verranno divorati dallo Squalo e Sasha farà una brutta fine. Intanto Lisa e Bill, i genitori di Fly e Stella, rincasando trovano la zia Anna molto preoccupata e scoprono che l'equipaggiamento per la pesca di Fly non c'è, così si recano sulla spiaggia per cercarli. Una volta qui, trovano la casa del professore, che si scopre sopravvissuto alla tempesta, il quale spiega loro che i bambini sono diventati dei pesci. Lui e Bill vanno a cercare i ragazzi con un'altra barca del professore, provvista di un apparecchio con una grossa pompa per poter controllare i pesci presi.
La mattina dopo, grazie all'aiuto di Sasha, i tre bambini riescono a eludere la sorveglianza del granchio di guardia e a scappare. Non essendoci speranze di poter tornare indietro per recuperare il flacone con l'antidoto, decidono di trovare gli ingredienti per ricrearlo da sé e una volta trovato l'ultimo ingrediente, vengono trovati da Joe, lo Squalo e il suo esercito di granchi. Joe finisce l'antidoto sviluppando le mani e diventando leggermente più grosso di prima e ingaggia un'accesa discussione con lo Squalo. Cogliendo l'opportunità per scappare, i ragazzini vengono fermati dal comandante dei granchi, che ferisce gravemente Fly colpendolo con la chela, poi beve l'antidoto e diventa più grande, sviluppando mani e piedi. Proprio quando il nuovo "Re dei Granchi" e il suo esercito stanno per ricatturare il trio, un grandissimo vortice sottomarino, generato dalla pompa del macchinario sulla barca del professor MacKrill, risucchia tutti i granchi in superficie e lo Squalo rimane bloccato nel tubo.
Con Fly agonizzante e soltanto 12 minuti al tramonto, Chuck si rende conto che la loro ultima speranza è di tornare al laboratorio del professore, dove conserva una brocca di antidoto. Mostrando un inaspettato coraggio e determinazione, Chuck riesce a riportare i due cugini al laboratorio superando il pericoloso tragitto lungo le tubazioni di scarico ma Joe riesce a raggiungerli, li sopraffa e ruba la brocca. Mentre Chuck affronta e manda al tappeto i piranha scappati del professore, Fly inganna il pesce pilota ponendogli delle domande di scienza piuttosto difficili - il che lo spinge a bere ancora più antidoto. Alla fine Joe si trasforma in un mostruoso essere quasi umano e dato che questi non possono respirare sott'acqua perché privi di branchie, muore annegato.
Fly riporta l'antidoto al laboratorio e sviene mentre Chuck stappa la caraffa proprio nel momento in cui Lisa e Anna aprono la porta del laboratorio e tutti vengono travolti. Chuck e Stella sono tornati umani e si ricongiungono con le loro rispettive famiglie, mentre Fly sembra non essere riuscito a bere l'antidoto e perciò costretto a restare un pesce per sempre. Disperato Chuck supplica il professore di aiutarlo in qualunque modo a riportare suo cugino alla forma umana; ma MacKrill, afflitto, gli dice che non c'è più nulla da fare ormai. Dopo brevi momenti di tensione, Fly tornato umano riemerge da dietro delle casse con una gamba rotta e si scopre che il pesce scambiato per lui era il pesce volante californiano impagliato visto nella parte iniziale del film.
Tempo dopo, le due famiglie e il professore si godono una giornata al mare e la piccola Stella ritrova l'ippocampo Sasha. Il professor MacKrill e Chuck confabulano tra di loro e in laboratorio creano una pozione in grado di trasformare Sasha in un cavallo.

## Personaggi
- Fly: è un bambino coraggioso e generoso ed è amante dello skatebord. Vuole molto bene alla sua sorellina Stella, al suo cugino Chuck e alla sua famiglia e dopo la storia impara a usare di più la testa per fare le sue scelte. Si trasforma in un giovane pesce volante della California.
- Stella: è la piccola sorella di Fly e cugina di Chuck. Si trasforma accidentalmente in una stella marina, cosa che spingerà il fratello e il cugino a trasformarsi in pesci anch'essi per recuperarla. È una bambina dolce e sensibile e stringe una forte amicizia con l'ippocampo Sasha.
- Chuck: cugino di Fly e Stella, è un bambino robusto con gli occhiali, dotato di grande intelligenza, soprattutto nel campo della genetica, cosa che attira le prese in giro di Fly. Si trasforma in una medusa e mostra grande coraggio per salvare i cugini.
- Sasha: è un cavalluccio marino femmina con cui Stella stringe una forte amicizia. Accompagna il trio in tutte le loro avventure sottomarine e, alla fine, viene trasformata in un cavallo terrestre per poter stare con Stella anche da umana.
- Joe: è un pesce pilota malvagio, intelligente e assetato di potere il quale, dopo aver inalato dell'antidoto per la pozione trasforma-pesci, acquisisce l'uso della parola e desidera usare l'antidoto per creare un proprio esercito sottomarino. Insegue i tre protagonisti con l'intenzione di rubare la loro pozione, ma viene tratto in inganno da Fly che gli fa bere tanto da trasformarsi in un mostruoso essere quasi umano che muore annegato a causa della perdita delle branchie.
- Squalo: è il feroce tirapiedi di Joe; non particolarmente intelligente, spesso viene usato come minaccia per i tre protagonisti. Dopo un'accesa discussione con Joe si ribella a lui ma resta intrappolato nella pompa del professor MacKrill.
- Re dei Granchi: un granchio con caratteri militari. Inizialmente al servizio di Joe, dopo avere bevuto l'antidoto vorrà essere a capo di un esercito dei granchi. Alla fine, viene divorato dallo Squalo.
- Professor MacKrill: il geniale inventore della pozione per trasformare umani in pesci. Aiuta i genitori dei tre protagonisti a cercare i figli.
- Bill: il padre di Fly e di Stella e zio di Chuck. Aiuta il professor MacKrill a cercare i figli, assieme alla moglie.
- Lisa: la madre di Fly e di Stella e zia di Chuck. Aiuta il professor MacKrill a cercare i figli, assieme al marito.
- Anna: la madre di Chuck e zia di Fly e di Stella. Aiuta il professor MacKrill a cercare il figlio e i due nipoti.

## Doppiaggio
Il film è stato inizialmente realizzato nella versione internazionale di lingua inglese, per poi essere doppiato sia in danese sia in altre lingue tra cui l'italiano.

## Riconoscimenti
- 2000 - Chicago International Children's Film Festival[1]
  - Premio alla Giuria per Bambini